# Exogonita oculata
Exogonita oculata är en ringmaskart som beskrevs av Hartman och Fauchald 1971. Exogonita oculata ingår i släktet Exogonita och familjen Syllidae. Inga underarter finns listade i Catalogue of Life.